# Maja Chwalińská
Maja Chwalińská (nepřechýleně Chwalińska, * 11. října 2001 Dąbrowa Górnicza, Slezské vojvodství) je polská profesionální tenistka hrající levou rukou. V sérii WTA 125 vybojovala jednu singlovou a dvě deblové trofeje. V rámci okruhu ITF získala sedm titulů a deset ve čtyřhře.
Na žebříčku WTA byla ve dvouhře nejvýše klasifikována v prosinci 2024 na 128. místě a ve čtyřhře v témže datu na 126. místě. V červnu 2022 ukončila dvanáctiletou spolupráci s trenérem Pawlem Kałużou, kterého nahradil Čech Jaroslav Machovský. Začala se tak připravovat na dvorcích klubu BKT Advantage v Bílsku-Bělé.
V polském týmu Billie Jean King Cupu debutovala v roce 2019 zelenohorským základním blokem I. skupiny euroafrické zóny proti Dánsku, v němž s Alicjí Rosolskou vyhrála čtyřhru. Polky zvítězily 3:0 na zápasy. Do roku 2025 v soutěži nastoupila ke čtyřem mezistátním utkáním s bilancí 0–0 ve dvouhře a 3–1 ve čtyřhře.

## Tenisová kariéra
V juniorském tenise zajistila s Igou Świątekovou výhru Polska v juniorském Fed Cupu 2016 po rozhodujícím vítězství ve finálové čtyřhře nad Američankami Liuovou a McNallyovou. Obě Polky pak odešly poraženy z finále deblové juniorky Australian Open 2017. Na moskevském Mistrovství Evropy juniorů 2017 vyhrála dvouhru dívek do 16 let, jíž navázala na deblové tituly z evropských šampionátů 2015 a 2016.  Na juniorském kombinovaném žebříčku ITF nejvýše figurovala v lednu 2017 na 44. místě.

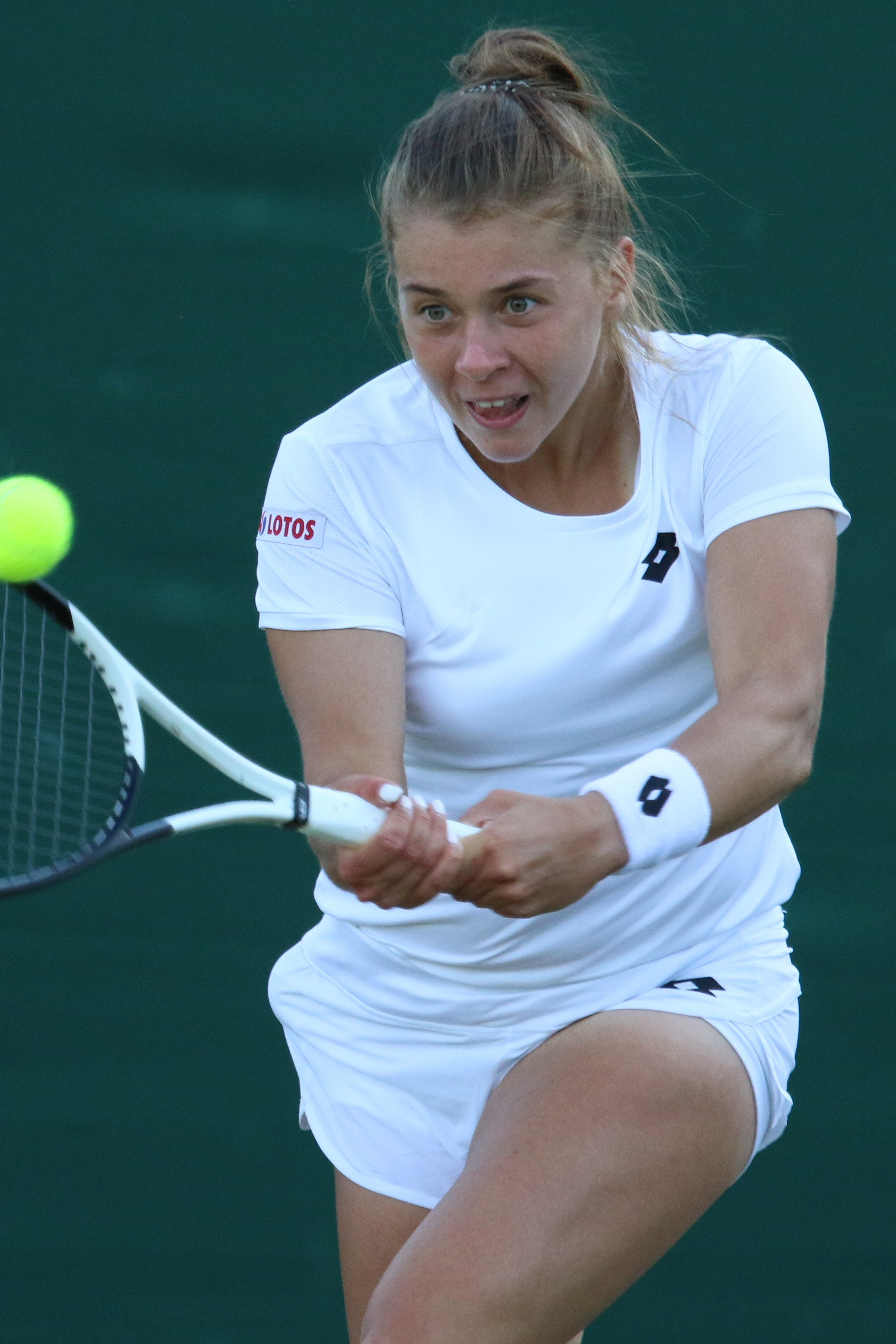
Bekhend ve Wimbledonu 2022

První zápas v kvalifikaci okruhu ITF odehrála v listopadu 2015 na turnaji v Zawadě dotovaném 25 tisíci dolary. Do hlavní soutěže ji však nepustila Karolína Muchová. Do kvalifikační soutěže okruhu WTA Tour premiérově nastoupila na dubnovém Katowice Open 2016. Jen dva gamy získala na Slovenku Danielu Hantuchovou z druhé světové stovky. První utkání v rámci túry ITF vyhrála během června téhož roku v Toruni, kde přehrála Rusku Valentynu Ivachněnkovou a debutovou singlovou trofej si odvezla z 25tisícové události v Bytomi, hrané během července 2019. Z pozice 333. hráčky žebříčku ve finále porazila Slovinku Ninu Potočnikovou z páté stovky klasifikace. V roce 2019 se potýkala s depresemi a po vyhledání odborné pomoci se začala léčit.
V sérii WTA 125K si poprvé zahrála na rekordně dotovaném TK Sparta Prague Open 2020. Do třetí fáze hladce postoupila přes Sáru Bejlek a Gruzínku Mariam Bolkvadzeovou, než ji vyřadila Dánka Clara Tausonová. Na štvanickém I. ČLTK Prague Open 2022, turnaji ITF s dotací 60 tisíc dolarů, ve finále zdolala nejvýše nasazenou Gruzínku Jekatěrinu Gorgodzeovou po dvousetovém průběhu. Bodový zisk ji posunul na nové kariérní maximum, 178. místo žebříčku WTA.
Debut ve dvouhře nejvyšší grandslamové kategorie zaznamenala v ženském singlu Wimbledonu 2022 po zvládnuté tříkolové kvalifikaci, v níž na její raketě postupně dohrály Španělka Aliona Bolsovová, Rumunka Alexandra Cadanțu-Ignatiková a druhá nasazená Američanka Coco Vandewegheová. V úvodním kole londýnské dvouhry porazila Češku Kateřinu Siniakovou z osmé světové desítky, jíž uštědřila „kanára“. Zároveň se jedná o její první hlavní soutěž na okruhu WTA Tour.

## Finále série WTA 125
| Legenda                  |
| ------------------------ |
| D – dvouhra; Č – čtyřhra |
| WTA 125 (1–0 D; 2–0 Č)   |

### Dvouhra: 1 (1–0)
| Stav    | č. | datum         | turnaj                  | povrch | soupeřka ve finále | výsledek |
| ------- | -- | ------------- | ----------------------- | ------ | ------------------ | -------- |
| Vítězka | 1. | prosinec 2024 | Florianópolis, Brazílie | antuka | Ylena In-Albonová  | 6–1, 6–2 |

### Čtyřhra: 2 (2–0)
| Stav    | č. | datum         | turnaj                  | povrch | spoluhráčka       | soupeřky ve finále                         | výsledek         |
| ------- | -- | ------------- | ----------------------- | ------ | ----------------- | ------------------------------------------ | ---------------- |
| Vítězka | 1. | listopad 2024 | Buenos Aires, Argentina | antuka | Katarzyna Kawaová | Laura Pigossiová Majar Šarífová            | 6-4, 3-6, [10–7] |
| Vítězka | 2. | prosinec 2024 | Florianópolis, Brazílie | antuka | Laura Pigossiová  | Nicole Fossa Huergová Valerija Strachovová | 7-6(7–3), 6-3    |

## Tituly na okruhu ITF
| Kategorie okruhu ITF | Kategorie okruhu ITF |
| -------------------- | -------------------- |
| Turnaje W100         | Turnaje W80          |
| Turnaje W75/W60      | Turnaje W50          |
| Turnaje W35/W25      | Turnaje W15/W10      |

### Dvouhra (7 titulů)
| Č. | datum         | turnaj                      | kategorie | povrch | poražená finalistka       | výsledek      |
| -- | ------------- | --------------------------- | --------- | ------ | ------------------------- | ------------- |
| 1. | červenec 2019 | Bytom, Polsko               | W25       | antuka | Nina Potočniková          | 6–3, 6–4      |
| 2. | srpen 2019    | Grodzisk Mazowiecki, Polsko | W25       | antuka | Dejana Radanovićová       | 7–6(7–5), 6–4 |
| 3. | srpen 2019    | Varšava, Polsko             | W60       | antuka | Anastasija Komardinová    | 6–3, 6–0      |
| 4. | leden 2022    | Monastir, Tunisko           | W25       | tvrdý  | Carole Monnetová          | 6–4, 6–4      |
| 5. | květen 2022   | Praha, Česko                | W60       | antuka | Jekatěrine Gorgodzeová    | 7–5, 6–3      |
| 6. | červenec 2024 | Montpellier, Francie        | W75       | antuka | Oxana Selechmetěvová      | 6–3, 6–2      |
| 7. | červenec 2024 | Porto, Portugalsko          | W75       | tvrdý  | Tessah Andrianjafitrimová | 7–5, 6–1      |

### Čtyřhra (10 titulů)
| Č.  | datum        | turnaj                     | kategorie | povrch      | spoluhráčka        | poražené finalistky                         | výsledek              |
| --- | ------------ | -------------------------- | --------- | ----------- | ------------------ | ------------------------------------------- | --------------------- |
| 1.  | únor 2017    | Birkenhead, Velká Británie | W15       | tvrdý (h)   | Mijabi Inoueová    | Emina Bektasová Ronit Yurovská              | 6–4, 6–4              |
| 2.  | červen 2018  | Toruň, Polsko              | W25       | antuka      | Katarzyna Kawaová  | Albina Chabibulinová Hélène Scholsenová     | 6–1, 6–4              |
| 3.  | srpen 2018   | Varšava, Polsko            | W25       | antuka (h)  | Daria Kuczerová    | Martyna Kubková Stefania Rogozińská Dziková | 3–6, 7–6(7–5), [10–1] |
| 4.  | duben 2019   | Sunderland, Velká Británie | W25       | tvrdý (h)   | Ulrikke Eikeriová  | Emina Bektas Tara Mooreová                  | 6–4, 3–6, [11–9]      |
| 5.  | srpen 2019   | Varšava, Polsko (2)        | W60       | antuka      | Ulrikke Eikeriová  | Weronika Falkowská Martyna Kubková          | 6–4, 6–1              |
| 6.  | proinec 2021 | Jablonec nad Nisou, Česko  | W25       | koberec (h) | Katherine Sebovová | Lucie Havlíčková Linda Klimovičová          | 7–5, 6–4              |
| 7.  | duben 2022   | Istanbul, Turecko          | W60       | antuka      | Jesika Malečková   | Anastasija Tichonovová Berfu Cengizová      | 2–6, 6–4, [10–7]      |
| 8.  | květen 2023  | Praha, Česko               | W60       | antuka      | Jesika Malečková   | Aneta Kučmová Kaylah McPheeová              | 6–0, 7–6(5)           |
| 9.  | únor 2024    | Altenkirchen, Německo      | W75       | koberec     | Jesika Malečková   | Julia Lohoffová Conny Perrinová             | 6–4, 7–5              |
| 10. | červen 2024  | Staré Splavy, Česko        | W75       | antuka      | Anastasia Dețiuc   | Feng Šuo Sapfo Sakellaridiová               | 6–3, 2–6, [10–6]      |